# Ронде де Уаза 2024
69-й выпуск Ронде де Уаза — шоссейной многодневной велогонки по дорогам Франции. Гонка прошла с 30 мая по 2 июня 2024 года в рамках Европейского тура UCI 2024. Победителем стал французский велогонщик Пьер Барбье.

## Участники
В гонке приняло участие 20 команд.
| UCI Continental Teams (15)- Parkhotel Valkenburg - Équipe continentale Groupama-FDJ - Uno-X Mobility Development Team - Development Team dsm-firmenich PostNL - Soudal Quick-Step Devo Team - Philippe Wagner-Bazin - ATT Investments - Metec-Solarwatt p/b Mantel - Saint Piran - CTF Victorious - Bingoal WB Devo Team - BHS-PL Beton Bornholm - Team Vorarlberg - Lillehammer CK Continental Team - Myvelo Pro Cycling Team Любительские, клубные или региональные команды (5)- VC Rouen 76 - CC Nogent-sur-Oise - SCO Dijon - Club Cycliste d'Étupes - CLN Guerciotti Pro Cycling Team |
| |

## Маршрут
Маршрут гонки состоял из четырёх этапов с общей дистанцией 694 километра.
| Этап | Дата   | Маршрут | type      | Длина (км) | Победитель    | Лидер генеральной классификации |
| ---- | ------ | ------- | --------- | ---------- | ------------- | ------------------------------- |
| 1    | 30 май |         | холмистый |            | Lewis Bower   | Lewis Bower                     |
| 2    | 31 май |         | холмистый |            | Даниэль Скерл | Lewis Bower                     |
| 3    | 1 июн  |         | холмистый |            | Пьер Барбье   | Пьер Барбье                     |
| 4    | 2 июн  |         | холмистый |            | Пьер Барбье   | Пьер Барбье                     |

## Ход гонки
На первом этапе гонщики преодолели дистанцию в 140 километров с холмистым рельефом и завершили её спринтом. В этом спринте 19-летний новозеландский спортсмен обошёл Ларса ванден Хиде из команды Soudal — Quick Step, выступающей в молодёжной категории, а также Мадса Ландбо из команды Uno-X Mobility.
Второй этап имел 190,5 километра трассы с холмами. В конце дня гонщиков ждал групповой спринт. Победу в нём одержал 21-летний итальянец, который обошёл Пьера Барбье из команды Philippe Wagner/Bazin и Шимона Ваничека из ATT Investments.
На третьем этапе пелотон стартовал в Бресле, а финишировали гонщики спустя 184,2 километров, преодолев несколько холмов в Рессон-сюр-Маце. Там состоялся групповой спринт, в котором 26-летний Барбье обошёл Меса Влота из молодёжной команды dsm — firmenich PostNL и своего брата Руди Барбье, выступающего за ту же команду. Также в пятёрку лучших попал Доминик Ньюман из ATT Investments.
Четвёртый этап, как и предыдущий, выиграл Пьер Барбье, что позволило ему стать и победителем всей гонки.

## Лидеры классификаций
| Этап |           | Победитель _  | Генеральная классификация _ |
| ---- | --------- | ------------- | --------------------------- |
| 1    | холмистый | Lewis Bower   | Lewis Bower                 |
| 2    | холмистый | Даниэль Скерл | Lewis Bower                 |
| 3    | холмистый | Пьер Барбье   | Пьер Барбье                 |
| 4    | холмистый | Пьер Барбье   | Пьер Барбье                 |
| Итог | Итог      |               | Пьер Барбье                 |

## Итоговые классификации
| \| Генеральная классификация \| Генеральная классификация \| Генеральная классификация \| Генеральная классификация \| Генеральная классификация \| \| Гонщик \| Гонщик \| Команда \| Время \| \| \| ------------------------- \| ------------------------- \| --------------------------- \| ------------------------- \| ------------------------- \| \| 1-й \| Пьер Барбье \| Philippe Wagner-Bazin \| 15ч 51' 25 \| \| \| 2-й \| Даниэль Скерл \| CTF Victorious \| + 11 \| \| \| 3-й \| Lars Vanden Heede \| Soudal Quick-Step Devo Team \| + 18 \| \| |                   |                             |            |
| |                   |                             |            |
| Источник: ProCyclingStats |                   |                             |            |
| Генеральная классификация |                   |                             |            |
| Гонщик | Гонщик            | Команда                     | Время      |
| 1-й | Пьер Барбье       | Philippe Wagner-Bazin       | 15ч 51' 25 |
| 2-й | Даниэль Скерл     | CTF Victorious              | + 11       |
| 3-й | Lars Vanden Heede | Soudal Quick-Step Devo Team | + 18       |

| Очковая классификация | Очковая классификация | Очковая классификация   | Очковая классификация | Очковая классификация |
| Гонщик                | Гонщик                | Команда                 | Очки                  |                       |
| --------------------- | --------------------- | ----------------------- | --------------------- | --------------------- |
| 1-й                   | Пьер Барбье           | Philippe Wagner-Bazin   | 91 очков              |                       |
| 2-й                   | Даниэль Скерл         | CTF Victorious          | 58 очков              |                       |
| 3-й                   | Simon Vaníček         | Pierre Baguette Cycling | 44 очков              |                       |

| Очковая классификация | Очковая классификация | Очковая классификация   | Очковая классификация | Очковая классификация |
| Гонщик                | Гонщик                | Команда                 | Очки                  |                       |
| --------------------- | --------------------- | ----------------------- | --------------------- | --------------------- |
| 1-й                   | Пьер Барбье           | Philippe Wagner-Bazin   | 91 очков              |                       |
| 2-й                   | Даниэль Скерл         | CTF Victorious          | 58 очков              |                       |
| 3-й                   | Simon Vaníček         | Pierre Baguette Cycling | 44 очков              |                       |

| Горная классификация | Горная классификация | Горная классификация       | Горная классификация | Горная классификация |
| Гонщик               | Гонщик               | Команда                    | Очки                 |                      |
| -------------------- | -------------------- | -------------------------- | -------------------- | -------------------- |
| 1-й                  | Лукас Рюэгг          | Team Vorarlberg            | 41 очков             |                      |
| 2-й                  | Meindert Weulink     | Parkhotel Valkenburg       | 19 очков             |                      |
| 3-й                  | Jordan Habets        | Metec-Solarwatt p/b Mantel | 17 очков             |                      |

| Горная классификация | Горная классификация | Горная классификация       | Горная классификация | Горная классификация |
| Гонщик               | Гонщик               | Команда                    | Очки                 |                      |
| -------------------- | -------------------- | -------------------------- | -------------------- | -------------------- |
| 1-й                  | Лукас Рюэгг          | Team Vorarlberg            | 41 очков             |                      |
| 2-й                  | Meindert Weulink     | Parkhotel Valkenburg       | 19 очков             |                      |
| 3-й                  | Jordan Habets        | Metec-Solarwatt p/b Mantel | 17 очков             |                      |

| Молодёжная классификация | Молодёжная классификация | Молодёжная классификация    | Молодёжная классификация | Молодёжная классификация |
| Гонщик                   | Гонщик                   | Команда                     | Время                    |                          |
| ------------------------ | ------------------------ | --------------------------- | ------------------------ | ------------------------ |
| 1-й                      | Даниэль Скерл            | CTF Victorious              | 15ч 51' 36               |                          |
| 2-й                      | Lars Vanden Heede        | Soudal Quick-Step Devo Team | + 7                      |                          |
| 3-й                      | Михиль Ламбрехт          | Bingoal WB Devo Team        | + 11                     |                          |

| Молодёжная классификация | Молодёжная классификация | Молодёжная классификация    | Молодёжная классификация | Молодёжная классификация |
| Гонщик                   | Гонщик                   | Команда                     | Время                    |                          |
| ------------------------ | ------------------------ | --------------------------- | ------------------------ | ------------------------ |
| 1-й                      | Даниэль Скерл            | CTF Victorious              | 15ч 51' 36               |                          |
| 2-й                      | Lars Vanden Heede        | Soudal Quick-Step Devo Team | + 7                      |                          |
| 3-й                      | Михиль Ламбрехт          | Bingoal WB Devo Team        | + 11                     |                          |

| Командная классификация по времени | Командная классификация по времени | Командная классификация по времени | Командная классификация по времени |
| Команда                            | Команда                            | Время                              |                                    |
| ---------------------------------- | ---------------------------------- | ---------------------------------- | ---------------------------------- |
| 1-й                                | Philippe Wagner-Bazin              | 47ч 35' 30                         |                                    |
| 2-й                                | Club Cycliste d'Étupes             | + 0                                |                                    |
| 3-й                                | Bingoal WB Devo Team               | + 0                                |                                    |

| Командная классификация по времени | Командная классификация по времени | Командная классификация по времени | Командная классификация по времени |
| Команда                            | Команда                            | Время                              |                                    |
| ---------------------------------- | ---------------------------------- | ---------------------------------- | ---------------------------------- |
| 1-й                                | Philippe Wagner-Bazin              | 47ч 35' 30                         |                                    |
| 2-й                                | Club Cycliste d'Étupes             | + 0                                |                                    |
| 3-й                                | Bingoal WB Devo Team               | + 0                                |                                    |